# Coupe de Tunisie de football 1957-1958
Navigation
Coupe de Tunisie 1956-1957 Coupe de Tunisie 1958-1959
La Coupe de Tunisie de football 1957-1958 est la 3e édition de la coupe de Tunisie depuis l'indépendance, et la 28e au total. Elle est organisée par la Fédération tunisienne de football (FTF).

## Résultats

### Seizièmes de finale
Les matchs sont disputés le 29 décembre 1957.
| Équipe 1                                        | Équipe 2                                 | Score 90'                     |
| Stade tunisien                                  | Grombalia Sports                         | 9 - 0                         |
| Sfax railway sport                              | Jeunesse sportive de Redeyef             | 3 - 0                         |
| Al Mansoura Chaâbia de Hammam Lif               | Union sportive musulmane olympique       | 0 - 0 (qualifiée aux corners) |
| Union sportive de la marine de Menzel Bourguiba | Club medjezien                           | 4 - 2                         |
| Club tunisien                                   | Stade gabésien                           | 2 - 0                         |
| Jeunesse sportive métouienne                    | Club olympique du Kram                   | 4 - 2                         |
| Club africain                                   | Club athlétique du gaz                   | 2 - 2 (qualifié aux corners)  |
| Étoile sportive de Métlaoui                     | Flèche sportive de Gafsa-Ksar            | Forfait                       |
| Union sportive tunisienne                       | Jeunesse sportive musulmane              | 4 - 0                         |
| Stade soussien                                  | Union sportive monastirienne             | 6 - 0                         |
| Club athlétique bizertin                        | Stade africain de Menzel Bourguiba       | 1 - 0                         |
| Stade populaire                                 | Jeunesse sportive omranienne             | 1 - 1 (qualifié aux corners)  |
| Club sportif de Hammam Lif                      | Étoile sportive de Radès                 | 4 - 1                         |
| Étoile sportive du Sahel                        | El Makarem de Mahdia                     | 2 - 0                         |
| Espérance sportive de Tunis                     | Avenir musulman                          | 2 - 1                         |
| Patrie Football Club bizertin                   | Association des anciens élèves de Mateur | 4 - 0                         |

### Huitièmes de finale
Les matchs sont disputés le 26 janvier 1958.
| Équipe 1                          | Équipe 2                                        | Score 90'                     |
| Stade tunisien                    | Étoile sportive de Métlaoui                     | 4 - 0                         |
| Sfax railway sport                | Union sportive de la marine de Menzel Bourguiba | 2 - 0                         |
| Club athlétique bizertin          | Jeunesse sportive métouienne                    | 1 - 0                         |
| Espérance sportive de Tunis       | Club tunisien                                   | 8 - 0                         |
| Al Mansoura Chaâbia de Hammam Lif | Club africain                                   | 3 - 2                         |
| Étoile sportive du Sahel          | Stade soussien                                  | 0 - 0 (qualifiée aux corners) |
| Stade populaire                   | Patrie Football Club bizertin                   | 2 - 1                         |
| Club sportif de Hammam Lif        | Union sportive tunisienne                       | 2 - 1                         |

### Quarts de finale
| Équipe 1                   | Équipe 2                          | Score 90'                              |
| Club sportif de Hammam Lif | Al Mansoura Chaâbia de Hammam Lif | 2 - 2 (qualifié aux corners)           |
| Étoile sportive du Sahel   | Espérance sportive de Tunis       | 2 - 0                                  |
| Sfax railway sport         | Club athlétique bizertin          | 1 - 1 (qualifié au premier but marqué) |
| Stade tunisien             | Stade populaire                   | 2 - 0                                  |

### Demi-finales
| Date        | Équipe 1                 | Équipe 2                   | Score 90'   |
| 25 mai 1958 | Stade tunisien           | Club sportif de Hammam Lif | 2 - 0       |
| 25 mai 1958 | Étoile sportive du Sahel | Sfax railway sport         | 2 - 1 a. p. |

### Finale
| Date        | Équipe 1       | Équipe 2                 | Score 90' |
| 8 juin 1958 | Stade tunisien | Étoile sportive du Sahel | 2 - 1     |

L'arbitre principal de la finale est Mustapha Boulakhouas, secondé par Ahmed Bentini et Moncef Ben Ali.

## Meilleur buteur
Noureddine Diwa du Stade tunisien est le meilleur buteur de l'édition avec onze buts, dont deux en finale et quatre contre Grombalia Sports.